# Vicente Blanco (músico)
Vicente Blanco (¿? – Santo Domingo de la Calzada, 20 de noviembre de 1833) fue un compositor y maestro de capilla español.

## Vida
Se desconoce su origen y la fecha de nacimiento, así como los primeros años de vida. Las primeras noticias que se tienen de Blanco son de 1824, cuando era músico del Regimiento de Infantería de Fernando VII en Valladolid.
La documentación procede de las oposiciones al magisterio y la organistía de la Catedral de Santo Domingo de la Calzada. El examen de acceso fue juzgado por el organista mayor de la Catedral de Palencia nacido en Santo Domingo de la Calzada, Román Jimeno, que examinó a Blanco en su propia casa. Los informes de Jimeno fueron positivos, aunque indicó que a Blanco le faltaba algo de destreza en el órgano. Tras obtener un informe de buena conducta moral y política desde Valladolid, el 29 de octubre de 1824, Blanco obtuvo el cargo de organista y maestro de capilla en Santo Domingo de la Calzada, con un salario de 400 ducados.
Blanco estuvo muy activo en la capilla de música, llegando incluso a haber quejas por su excesivo rigor con los infantes. Pero seleccionó buenos tiples y compuso abundantes obras, además de renovar algunas misas y magníficat del repertorio que habían quedado deterioradas por los años. Todo ello vino ayudado por el buen momento económico que pasaba la Catedral, lo que permitió plantearse la contratación de un organista. Para ello se separaron los cargos de maestro y organista, quedando el primero con un salario de 300 ducados y el segundo de 400. Blanco se quejó por la bajada de sueldo y por esa desigualdad con el organista, pero sin éxito. El cabildo justificó esta desigualdad porque el maestro no había conseguido mejorar su destreza al órgano; de hecho, el maestro ni siquiera participó como examinador en las oposiciones del nuevo organista. El hecho afectó gravemente al maestro, que según su viuda, Josefa Allú, «no fue otro el trastorno y quebranto de su salud». En 1827 se eligió como organista a Mariano Pérez y en 1833 a Blas Hernández, que posteriormente sería el sucesor en el magisterio.
Durante su estancia en Santo Domingo de la Calzada el maestro Blanco se presentó a diversas oposiciones sin éxito, así al magisterio de la Catedral de León en 1826 y a la Colegiata de San Sebastián.
Blanco fallecería joven, el 20 de noviembre de 1833 en Santo Domingo de la Calzada, dejando a su viuda y dos hijos menores.

## Obra
Se conservan cien composiciones del maestro Blanco en la Catedral de Santo Domingo de la Calzada, además otras ocho en la Iglesia de Nuestra Señora de la Asunción de Briones (La Rioja) y siete más en el archivo diocesano de Logroño.